# 주바다데헤주

주바다데헤주

주바다데헤주(소말리어: Jubbada Dhexe)는 소말리아 남부에 위치한 주로, 주도는 부알레이다. 인도양과 맞닿아 있으며 게도주와 바이주, 샤벨라하호세주, 주바다호세주와 인접해 있다.